# Масово производство
Масовото производство (познато също като серийно производство или поточно производство) е производството на големи количества стандартизирани продукти, което включва и производството с помощта на конвейери.
Серийното производство се прилага в произвеждането на разни видове продукти, от флуиди или продукти в насипно състояние (като храна, гориво, химикали, минни минерали) до отделни твърди части за сглобяване (като например уреди за дома или автомобили).
|  | Тази страница частично или изцяло представлява превод на страницата Mass production в Уикипедия на английски. Оригиналният текст, както и този превод, са защитени от Лиценза „Криейтив Комънс – Признание – Споделяне на споделеното“, а за съдържание, създадено преди юни 2009 година – от Лиценза за свободна документация на ГНУ. Прегледайте историята на редакциите на оригиналната страница, както и на преводната страница, за да видите списъка на съавторите. ВАЖНО: Този шаблон се отнася единствено до авторските права върху съдържанието на статията. Добавянето му не отменя изискването да се посочват конкретни източници на твърденията, които да бъдат благонадеждни. |